# Federico Sáiz
Domingo Germán Sáiz Villegas, conocido como Fede Sáiz (Molledo, 14 de outubro de 1912 — Molledo, 24 de abril de 1989), foi um futebolista espanhol. Ele competiu na Copa do Mundo FIFA de 1934, sediada na Itália, na qual a seleção de seu país terminou na quinta colocação dentre os 16 participantes.